# Grotte de Zeus (mont Ida)
Pour les articles homonymes, voir Grotte de Zeus.
La grotte de Zeus est un système de grottes situé sur les pentes du mont Ida, sur l'île de Crète, en Grèce. La grotte, profonde, a une seule entrée et dispose de magnifiques stalagmites et stalactites.
Dans l'Antiquité c'était un lieu de culte, désigné en grec comme « la grotte de l’Ida », Ἰδαῖον ἄντρον, car Rhéa y aurait caché son nourrisson Zeus pour le protéger de son père Cronos qui voulait l'avaler comme il l'avait fait pour ses autres enfants. D'autres grottes sont également censées avoir été le lieu de naissance ou de cachette de Zeus, par exemple une grotte du même nom sur l'île de Naxos ou la grotte de Psychro, également crétoise. Selon une variante de cette légende, les Courètes, guerriers mythiques, se livrèrent devant la grotte à leur danse de guerre, sauvage et bruyante, pour que le vacarme empêche Cronos d'entendre les pleurs du bébé.
Des fouilles des années 1930 par l'archéologue Kunze ont révélé un grand nombre d'offrandes votives du VIIIe et du VIIe siècles. En particulier des boucliers et des ivoires qui témoignent du commerce des Phéniciens dans l'île. Le décor en bronze d'un « bouclier votif » a été souvent évoqué, en raison d'une figure de Maître des animaux de type parfaitement Assyrien. D'autres objets caractéristiques ont aussi été découverts, des sceaux orientaux, des bols de bronze et des pendentifs du Luristan. Cette découverte exceptionnelle est un exemple significatif de l'époque orientalisante en Grèce antique.